# Zuid-Afrikaans stekelvarken
Het Zuid-Afrikaans stekelvarken (Hystrix africaeaustralis) is een zoogdier uit de familie van de stekelvarkens van de Oude Wereld (Hystricidae). De wetenschappelijke naam van de soort werd voor het eerst geldig gepubliceerd door Peters in 1852.

## Kenmerken
De rugstekels zijn bruinzwart met witte ringen, met een lange witte top. Daartussen staan gewone haren. De neus is bezet met lange, dikke snorharen. De poten bevatten korte borstelharen. De ogen staan ver naar achteren in de afgeronde kop. De lichaamslengte bedraagt ongeveer 50 cm, de staartlengte 10,5 tot 13 cm en het gewicht 20 kg.

## Leefwijze
Dit knaagdier zoekt ’s nachts naar voedsel, dat bestaat uit wortels, bollen, bessen en vruchten. Daarvoor legt het dan afstanden tot 15 km af. Ze zijn alleen, met z’n tweeën of ook wel in een groepje. Overdag rusten ze in een hol of rotsspleet. De dieren communiceren door middel van gefluit, gegrom en geratel met de stekels.

## Verspreiding
Deze solitaire soort komt algemeen voor in de meest uiteenlopende habitats van Midden- en zuidelijk Afrika, zoals tropische gematigde bossen en bergachtige open vlakten, met name in de monding van de Congo naar Rwanda, Oeganda, Kenia, westelijk en zuidelijk Tanzania, Mozambique en Zuid-Afrika.

## Voortplanting
Na een draagtijd van 6 tot 8 weken werpt het vrouwtje 1 tot 4 jongen, die door beide ouders worden grootgebracht.

## Verdediging
In bedreigende situaties zet het dier zijn stekels overeind, terwijl het achteruit rennend zijn vijand probeert te raken. De met weerhaken bezette stekels laten gemakkelijk los, terwijl de punten zich vanzelf dieper in het vlees van de tegenstander boren. Voor dieren zijn deze wapens afschrikwekkend, maar niet voor de mens. Veel van deze dieren vinden de dood door toedoen van de mens, omdat ze schade toebrengen aan gewassen. Ze worden ook bejaagd voor hun vlees.